# Tournehem-sur-la-Hem
Tournehem-sur-la-Hem és un municipi francès situat al departament del Pas de Calais i a la regió dels Alts de França. L'any 2007 tenia 1.270 habitants.

## Demografia

### Població
El 2007 la població de fet de Tournehem-sur-la-Hem era de 1.270 persones. Hi havia 475 famílies de les quals 106 eren unipersonals (53 homes vivint sols i 53 dones vivint soles), 137 parelles sense fills, 179 parelles amb fills i 53 famílies monoparentals amb fills.
La població ha evolucionat segons el següent gràfic:
Habitants censats

### Habitatges
El 2007 hi havia 533 habitatges, 485 eren l'habitatge principal de la família, 23 eren segones residències i 25 estaven desocupats. 508 eren cases i 24 eren apartaments. Dels 485 habitatges principals, 316 estaven ocupats pels seus propietaris, 159 estaven llogats i ocupats pels llogaters i 10 estaven cedits a títol gratuït; 2 tenien una cambra, 21 en tenien dues, 68 en tenien tres, 122 en tenien quatre i 272 en tenien cinc o més. 372 habitatges disposaven pel capbaix d'una plaça de pàrquing. A 182 habitatges hi havia un automòbil i a 239 n'hi havia dos o més.

### Piràmide de població
La piràmide de població per edats i sexe el 2009 era:
| Homes | Edats   | Dones |
| ----- | ------- | ----- |
| 0     | 95 o +  | 1     |
| 0     | 90 a 94 | 2     |
| 8     | 85 a 89 | 3     |
| 2     | 80 a 84 | 17    |
| 20    | 75 a 79 | 26    |
| 16    | 70 a 74 | 23    |
| 17    | 65 a 69 | 24    |
| 27    | 60 a 64 | 37    |
| 13    | 55 a 59 | 19    |
| 45    | 50 a 54 | 30    |
| 32    | 45 a 49 | 49    |
| 31    | 40 a 44 | 42    |
| 25    | 35 a 39 | 37    |
| 47    | 30 a 34 | 34    |
| 59    | 25 a 29 | 46    |
| 30    | 20 a 24 | 49    |
| 60    | 15 a 19 | 54    |
| 31    | 10 a 14 | 47    |
| 35    | 5 a 9   | 36    |
| 33    | 0 a 4   | 46    |

## Economia
El 2007 la població en edat de treballar era de 823 persones, 581 eren actives i 242 eren inactives. De les 581 persones actives 500 estaven ocupades (297 homes i 203 dones) i 81 estaven aturades (25 homes i 56 dones). De les 242 persones inactives 75 estaven jubilades, 63 estaven estudiant i 104 estaven classificades com a «altres inactius».
El 2009 a Tournehem-sur-la-Hem hi havia 501 unitats fiscals que integraven 1.336 persones, la mediana anual d'ingressos fiscals per persona era de 15.151 €.
Dels 47 establiments que hi havia el 2007, 2 eren d'empreses extractives, 3 d'empreses alimentàries, 1 d'una empresa de fabricació d'altres productes industrials, 5 d'empreses de construcció, 12 d'empreses de comerç i reparació d'automòbils, 2 d'empreses de transport, 5 d'empreses d'hostatgeria i restauració, 2 d'empreses financeres, 2 d'empreses immobiliàries, 3 d'empreses de serveis, 6 d'entitats de l'administració pública i 4 d'empreses classificades com a «altres activitats de serveis».
Dels 10 establiments de servei als particulars que hi havia el 2009, 1 era una oficina de correu, 1 una oficina bancària, 1 taller de reparació d'automòbils i de material agrícola, 1 autoescola, 2 paletes, 2 electricistes, 1 perruqueria i 1 restaurant.
Dels 7 establiments comercials que hi havia el 2009, 1 era una gran superfície de material de bricolatge, 1 una botiga de menys de 120 m², 1 una llibreria, 2 botigues de mobles i 2 floristeries.
L'any 2000 a Tournehem-sur-la-Hem hi havia 13 explotacions agrícoles que ocupaven un total de 837 hectàrees.

## Equipaments sanitaris i escolars
L'únic equipament sanitari que hi havia el 2009 era una farmàcia. El 2009 hi havia una escola elemental.

## Poblacions més properes
El següent diagrama mostra les poblacions més properes.